# Syberia
A Syberia 2002-ben, a Microïds által kiadott kalandjáték, amely Benoît Sokal tervei alapján készült. Windows platformon jelent meg eredetileg, majd később elérhetővé vált PlayStation 2, Xbox, Windows Mobile, Nintendo DS, Android, OS X, PlayStation 3, Xbox 360, iOS és Nintendo Switch platformokon is. A játék komoly anyagi és kritikai sikereket ért el, a későbbiekben két folytatás készült Syberia II és Syberia III címmel.
A főszereplő Kate Walkert irányító játékosnak különféle logikai és kisebb részben ügyességi feladatokat kell megoldania a továbbhaladás érdekében (a logikai feladatok megoldására nincs időhatár). Hiba esetén újra lehet kezdeni a feladatot.

## Történet
Kate Walker, a sikeres amerikai ügyvéd megbízást kap, hogy Európába utazzon, és megkösse az üzletet a New York-i cég, és a Valadilène-i Voralberg automatagyárral. Odaérve azonban szerencsétlenségére megtudja, hogy a tulajdonos elhunyt, és csak a temetésére ér oda. A halott végrendeletéből azonban kiderül, hogy van még van egy örökös, a halottnak hitt öccse. Kate-nek ezt a bizonyos Hans Voralberget kell megtalálnia, hogy érvényes legyen a tulajdonjog átruházási szerződés.

## Helyek

### Valadilène
A francia Alpokban található ez a kisváros, aminek épületei és utcái nem megszokottak az átlagember számára. Az épületeket a téglaszerkezet és a hullámos külső falak jellemzik, tetejükön rézből vagy egyéb fémből készült, általában középen kupolás tetők találhatók. Jellemző a szerény díszítettség is. A Voralberg-automatagyár otthona ez a kisváros, mindenhol az itt gyártott „robotok” (a játékban automatáknak nevezik őket) figyelhetők meg.

### Barrockstadt

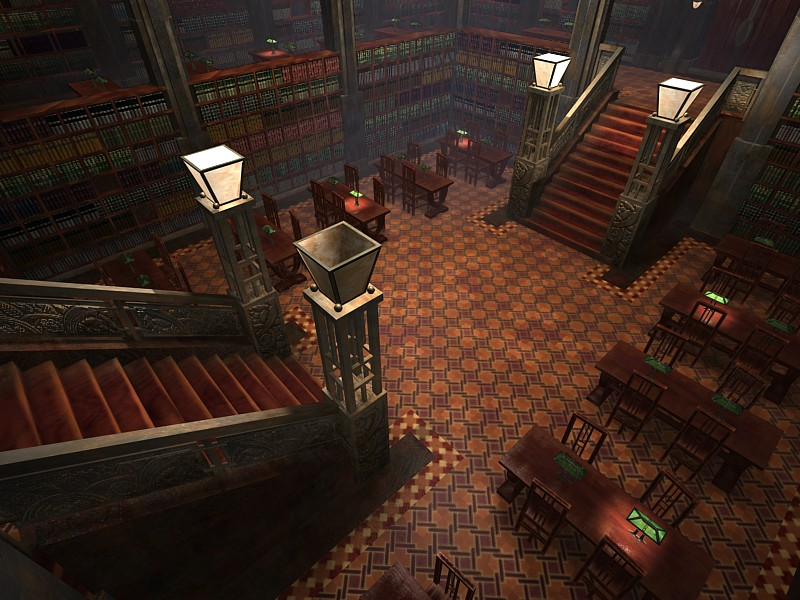
Barrockstadt könyvtára

Egy viszonylag kisebb létszámú egyetemváros, egyetlen vasútállomását és az egyetemét ismerhetjük meg a játékban. Az egyeteme hatalmas, nemzetközileg elismert tudományos egyetem, előcsarnokában mamut- és dinoszaurusz-csontvázak találhatók. Az állomás helyet biztosít számos egzotikus állat- és növényfajnak, melyeket az egyetem tart gondos kezek alatt. A helyi élővilág miatt az állomás területén magas a páratartalom. Emlékezetes jelképe a helynek az egyetem lépcsője előtt található automatizált „szobor,” mely egy hegedűkvartettet ábrázol. Ezen alkotás alkalmanként megszólal, és a vonósok valódi klasszikus zenét játszanak. A város után egy hatalmas határfal húzódik, ami elválasztja a Komkolzgradba vezető úttól is.

### Komkolzgrad

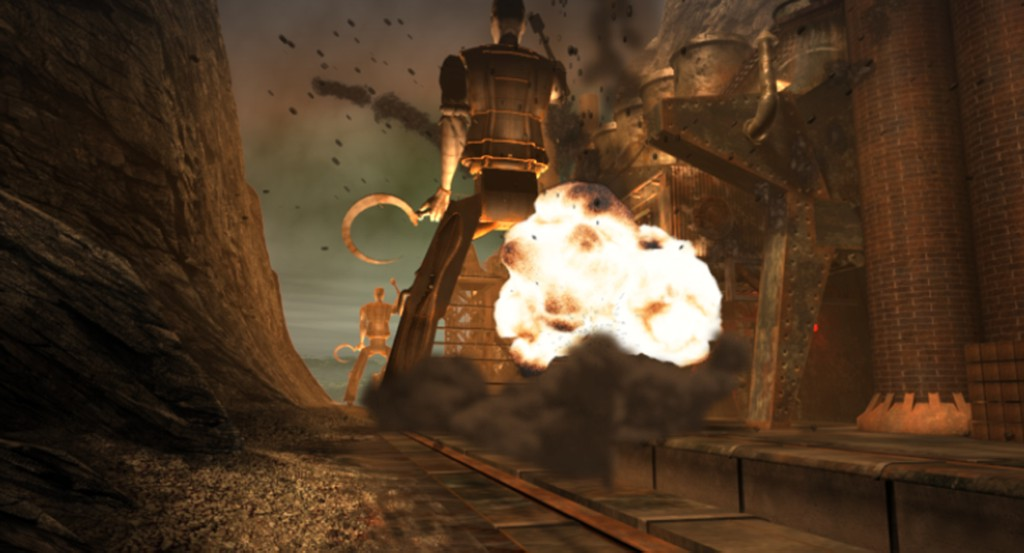
A komkolzgradi bánya

A város tulajdonképpen egy bánya- és kutatóváros. Az orosz kommunizmus tökéletes képe, melybe most betekintést nyerhetünk. A város régi bányaépületét és űrkutatási intézetét ismerhetjük meg. A bányája már nem működik, teljesen elhagyatott, muzeális hely lett belőle. A bányához kapcsolódó belső épületben azonban valaki még mindig bejár. Szergej Borodine ugyanis még mindig ott dolgozik. A felső kutatóintézetet Borisz őrzi, aki inkább csak ivással múlatja idejét, látogatók és betörők hiányában.

### Aralbad

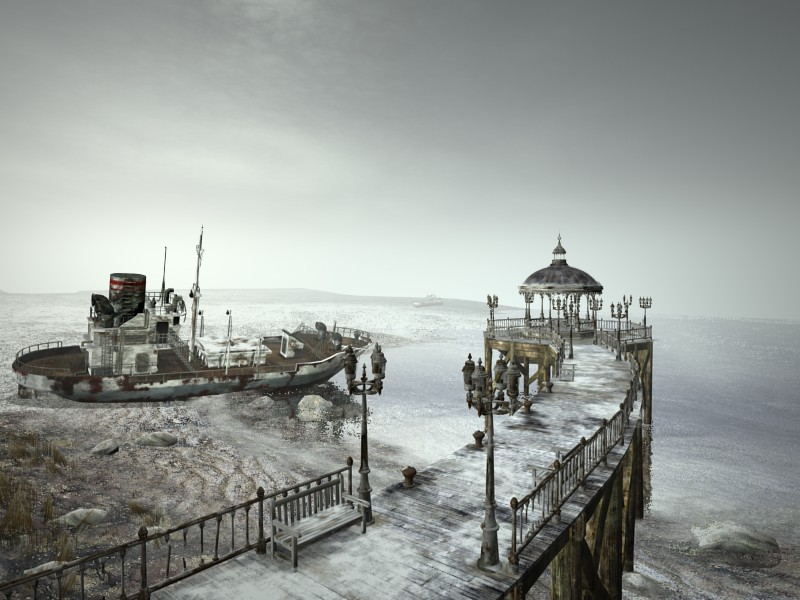
Aralbad

Aralbad ismeretlen, elzárt helyen található, már a havas, felsőbb félgömbön. Talaja elszikesedett, egykor tenger borította. Ma is találhatók rajta egyéb maradványok, melyek erre utalnak. Gyakran sós szelek fújnak, ekkor az itteniek csak megfelelő maszk viselete ellenében mehetnek ki levegőzni, a helyi automaták semmiképp. Aralbad tulajdonképpen egy üdülőváros, ahová hírességek szoktak elmenni „nyugdíjba,” hogy elmeneküljenek a nyüzsgés elől.

## Fogadtatása

### Kritikák
| Összegzőoldal | Értékelés                 |
| ------------- | ------------------------- |
| Metacritic    | (PC) 82/100 (XBOX) 72/100 |

| Szerző           | Értékelés |
| ---------------- | --------- |
| Adventure Gamers | [ 5 ]     |
| GameZone         | 9/10      |
| IGN              | 7,1/10    |
| PC Guru          | 94/100    |

A The New York Times szerint a Syberia „eufórikus értékeléseket kapott” a kritikusoktól. A Metacritic a játék kritikai fogadtatását „általában kedvezőnek” értékelte.
Az USA Today a játékot jó választásnak tartotta azok számára, akik az öklük helyett inkább az agyukat használnák, a Just Adventure Az E3 legjobb kalandjátékának nevezte. A játék ennek ellenére negatív kritikát kapott Charles Heroldtól, a The New York Times kritikusától, aki azt írta, hogy „a kalandjátékokba vetett hite egy szálon függ, mert a Microid Syberiájával, az év legjobb kalandjátékával játszottam, és nem volt túl jó.”

## A sorozat további részei
- Syberia II
- Syberia III
- Syberia: The World Before

## Fordítás
- Ez a szócikk részben vagy egészben  a   Syberia című angol Wikipédia-szócikk fordításán alapul.  Az eredeti cikk szerkesztőit annak laptörténete sorolja fel. Ez a jelzés csupán a megfogalmazás eredetét és a szerzői jogokat jelzi, nem szolgál a cikkben szereplő információk forrásmegjelöléseként.